# Campeonato Mundial de Halterofilia de 1968
El XLII Campeonato Mundial de Halterofilia se celebró en Ciudad de México (México) del 13 al 19 de octubre de 1968 bajo la organización de la Federación Internacional de Halterofilia (IWF) y la Federación Mexicana de Halterofilia. Ese año las competiciones de halterofilia en los XIX Juegos Olímpicos sirvieron también como Campeonato Mundial.
Las competiciones se realizaron en el Teatro de los Insurgentes de la capital mexicana.

## Medallistas
| Evento  | Oro                                    | Plata                          | Bronce                             |
| ------- | -------------------------------------- | ------------------------------ | ---------------------------------- |
| 56 kg   | Mohamad Nasiri Irán 367,5              | Imre Földi · Hungría · 367,5   | Henryk Trębicki · Polonia · 357,5  |
| 60 kg   | Yoshinobu Miyake Japón 392,5           | Dito Shanidze URSS 387,5       | Yoshiyuki Miyake Japón 385,0       |
| 67,5 kg | Waldemar Baszanowski · Polonia · 437,5 | Parviz Yalayer Irán 422,5      | Marian Zieliński · Polonia · 420,0 |
| 75 kg   | Viktor Kurentsov URSS 475,0            | Masashi Ohuchi Japón 455,0     | Károly Bakos · Hungría · 440,0     |
| 82,5 kg | Boris Selitski URSS 485,0              | Vladimir Beliayev URSS 485,0   | Norbert Ozimek · Polonia · 472,5   |
| 90 kg   | Kaarlo Kangasniemi · Finlandia · 518,0 | Jaan Talts URSS 507,5          | Marek Gołąb · Polonia · 495,0      |
| +90 kg  | Leonid Zhabotinski URSS 572,5          | Serge Reding · Bélgica · 555,0 | Joseph Dube Estados Unidos 555,0   |

1. 1 2 3  Fuerza (kg) + arrancada (kg) + dos tiempos (kg) = total olímpico (kg).

## Medallero
| Núm. | País           | Oro | Plata | Bronce | Total |
| ---- | -------------- | --- | ----- | ------ | ----- |
| 1    | URSS           | 3   | 3     | 0      | 6     |
| 2    | Japón          | 1   | 1     | 1      | 3     |
| 3    | Irán           | 1   | 1     | 0      | 2     |
| 4    | Polonia        | 1   | 0     | 4      | 5     |
| 5    | Finlandia      | 1   | 0     | 0      | 1     |
| 6    | Hungría        | 0   | 1     | 1      | 2     |
| 7    | Bélgica        | 0   | 1     | 0      | 1     |
| 8    | Estados Unidos | 0   | 0     | 1      | 1     |
|      | TOTAL          | 7   | 7     | 7      | 21    |